# Grammy Award for Best Female R&B Vocal Performance
Der Grammy Award for Best Female R&B Vocal Performance (auf Deutsch etwa „Grammy-Award für den besten Rhythm &-Blues-Soloauftritt einer Frau“), ursprünglich Best Rhythm and Blues Solo Vocal Performance, Female, ist ein Musikpreis, der seit 1968 bei den jährlich stattfindenden Grammy Awards verliehen wurde. Ausgezeichnet wurden Darbietungen aus dem Musikbereich Rhythm and Blues (R&B). Seit 2012 wurde dieser Preis der Kategorie Best R&B Performance zugeschlagen.

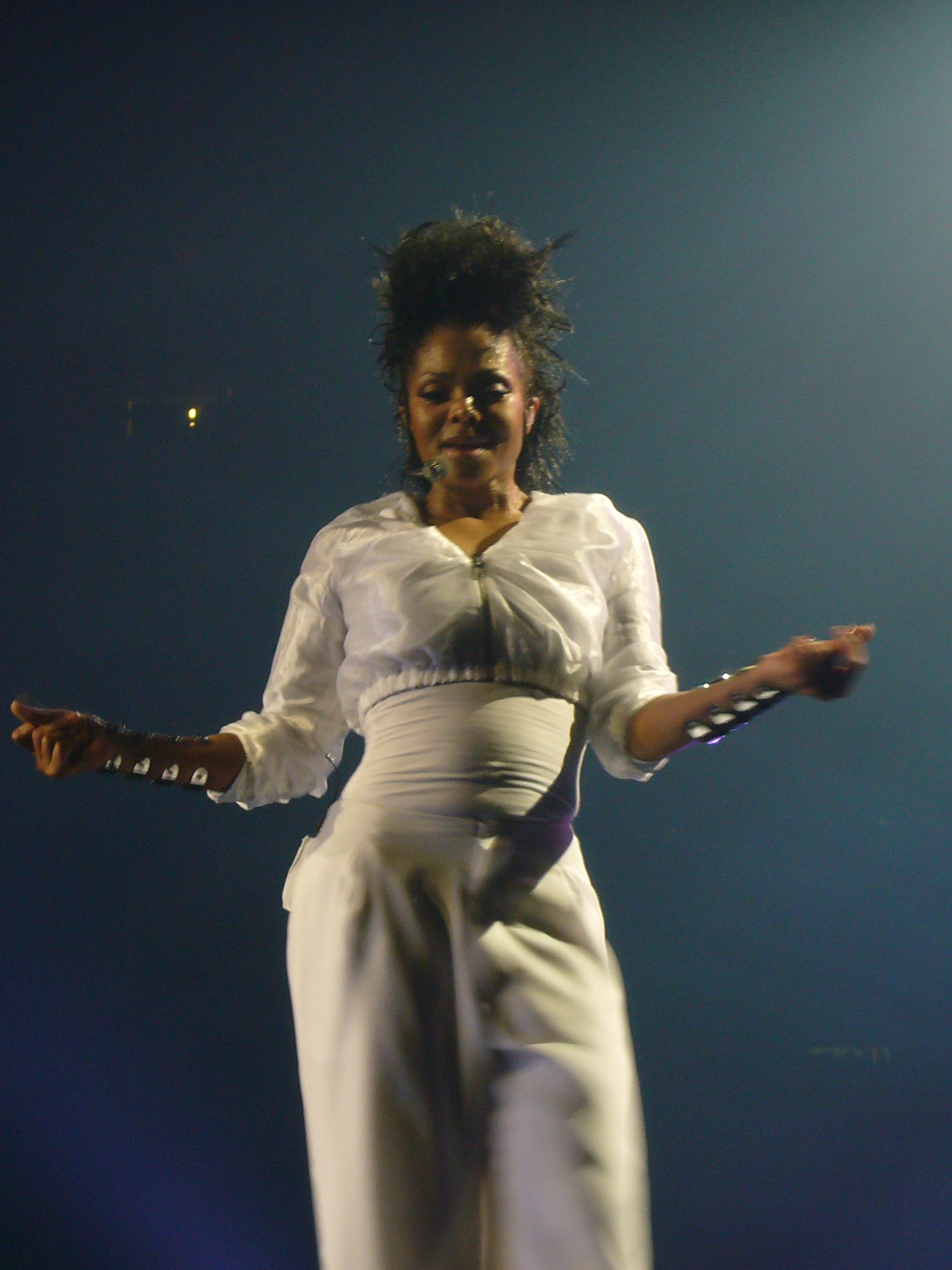
Janet Jackson wurde fünfmal nominiert, jedoch nie mit dem Preis ausgezeichnet.

## Hintergrund und Geschichte
Die seit 1958 verliehenen Grammy Awards (eigentlich Grammophone Awards) werden jährlich in zahlreichen Kategorien von der National Academy of Recording Arts and Sciences (NARAS) in den Vereinigten Staaten von Amerika vergeben, um künstlerische Leistung, technische Kompetenz und hervorragende Gesamtleistung ohne Rücksicht auf die Album-Verkäufe oder Chart-Position zu ehren. Vergeben wurde der Preis für R&B-Darbietungen von Frauen parallel zum Grammy Award for Best Male R&B Vocal Performance für Männer und dem Grammy Award for Best R&B Performance by a Duo or Group with Vocal für Gruppen.
Seit den Grammy-Verleihungen 2012 wurde dieser Preis nicht mehr vergeben, da er der Kategorie Best R&B Performance zugeschlagen wurde.
Der Preis wurde 1968 bei der 10. Grammy-Verleihung zum ersten Mal verliehen, nachdem 1967 ein Grammy Award for Best R&B Solo Vocal Performance, Male Or Female an Ray Charles für Crying Time vergeben wurde. Gewonnen wurde er von Aretha Franklin für den Song song Respect. Aretha Franklin bekam den Preis insgesamt 11-mal und ist damit die Künstlerin mit den häufigsten Siegen dieses Preises, zugleich wurde sie insgesamt 23-mal und damit am häufigsten nominiert. Chaka Khan wurde achtmal nominiert und erhielt damit die zweithäufigsten Nominierungen. Der letzte Grammy dieser Kategorie ging 2011 an Fantasia Barrino für den Song Bittersweet. Alle Preisträgerinnen stammten aus den Vereinigten Staaten.

## Gewinnerinnen und nominierte Künstlerinnen
| Jahr | Künstlerin                 | Nationalität       | Werk                                        | Weitere nominierte Künstlerinnen | Bilder der Künstlerin                    |
| ---- | -------------------------- | ------------------ | ------------------------------------------- | --- | ---------------------------------------- |
| 1968 | Aretha Franklin            | Vereinigte Staaten | Respect                                     | - Etta James – Tell Mama - Gladys Knight – I Heard It Through the Grapevine - Nina Simone – You’ll Go to Hell - Carla Thomas – The Queen Alone | Aretha Franklin, 2007                    |
| 1969 | Aretha Franklin            | Vereinigte Staaten | Chain of Fools                              | - Barbara Acklin – Love Makes a Woman - Erma Franklin – Piece of My Heart - Etta James – Security - Ella Washington – He Called Me Baby | Aretha Franklin, 1967                    |
| 1970 | Aretha Franklin            | Vereinigte Staaten | Share Your Love with Me                     | - Ruth Brown – Yesterday - Gloria Taylor – You Gotta Pay the Price - Tina Turner – The Hunter - Dee Dee Warwick – Foolish Fool | Aretha Franklin, 2009                    |
| 1971 | Aretha Franklin            | Vereinigte Staaten | Don’t Play That Song                        | - Esther Phillips – Set Me Free - Nina Simone – Black Gold - Candi Staton – Stand by Your Man - Dee Dee Warwick – She Didn’t Know | Aretha Franklin, 2012                    |
| 1972 | Aretha Franklin            | Vereinigte Staaten | Bridge Over Troubled Water                  | - Jean Knight – Mr. Big Stuff - Janis Joplin – Pearl - Freda Payne – Contact - Diana Ross – (I Love You) Call Me |                                          |
| 1973 | Aretha Franklin            | Vereinigte Staaten | To Be Young, Gifted and Black               | - Merry Clayton – Oh No Not My Baby - Esther Phillips – From a Whisper to a Scream - Candi Staton – In the Ghetto - Betty Wright – Clean Up Woman |                                          |
| 1974 | Aretha Franklin            | Vereinigte Staaten | Master of Eyes (The Deepness of Your Eyes)  | - Etta James – Etta James - Ann Peebles – I Can’t Stand the Rain - Esther Phillips – Alone Again (Naturally) - Sylvia – Pillow Talk |                                          |
| 1975 | Aretha Franklin            | Vereinigte Staaten | Ain’t Nothing Like the Real Thing           | - Shirley Brown – Woman to Woman - Thelma Houston – You’ve Been Doing Wrong for So Long - Millie Jackson – (If Loving You Is Wrong) I Don’t Want to Be Right - Etta James – St. Louis Blues - Ann Peebles – You Keep Me Hangin’ On - Tina Turner – Tina Turns the Country On! |                                          |
| 1976 | Natalie Cole               | Vereinigte Staaten | This Will Be                                | - Gloria Gaynor – Never Can Say Goodbye - Gwen McCrae – Rockin’ Chair - Esther Phillips – What a Diff’rence a Day Makes - Shirley & Company – Shame, Shame, Shame | Natalie Cole, 2007                       |
| 1977 | Natalie Cole               | Vereinigte Staaten | Sophisticated Lady (She’s a Different Lady) | - Aretha Franklin – Something He Can Feel - Dorothy Moore – Misty Blue - Melba Moore – Lean On Me - Diana Ross – Love Hangover |                                          |
| 1978 | Thelma Houston             | Vereinigte Staaten | Don’t Leave Me This Way                     | - Natalie Cole – I’ve Got Love on My Mind - Aretha Franklin – Break It to Me Gently - Dorothy Moore – I Believe You - Diana Ross – Your Love Is So Good for Me | Thelma Houston, 2009                     |
| 1979 | Donna Summer               | Vereinigte Staaten | Last Dance                                  | - Alicia Bridges – I Love the Nightlife - Natalie Cole – Our Love - Aretha Franklin – Almighty Fire - Chaka Khan – I’m Every Woman | Donna Summer, 1977                       |
| 1980 | Dionne Warwick             | Vereinigte Staaten | Déjà Vu                                     | - Natalie Cole – I Love You So - Minnie Riperton – Minnie - Amii Stewart – Knock on Wood - Donna Summer – Bad Girls - Anita Ward – Ring My Bell | Dionne Warwick                           |
| 1981 | Stephanie Mills            | Vereinigte Staaten | Never Knew Love Like This Before            | - Roberta Flack – Roberta Flack Featuring Donny Hathaway - Aretha Franklin – I Can’t Turn You Loose - Minnie Riperton – Love Lives Forever - Diana Ross – Upside Down |                                          |
| 1982 | Aretha Franklin            | Vereinigte Staaten | Hold On! I’m Comin’                         | - Patti Austin – Razzamatazz - Chaka Khan – What Cha’ Gonna Do for Me - Teena Marie – It Must Be Magic - Stephanie Mills – Stephanie |                                          |
| 1983 | Jennifer Holliday          | Vereinigte Staaten | And I Am Telling You I’m Not Going          | - Aretha Franklin – Jump to It - Diana Ross – Muscles - Patrice Rushen – Forget Me Nots - Donna Summer – Love Is in Control (Finger on the Trigger) - Deniece Williams – It’s Gonna Take a Miracle                                                                            |                                          |
| 1984 | Chaka Khan                 | Vereinigte Staaten | Chaka Khan                                  | - Aretha Franklin – Get It Right - Jennifer Holliday – Feel My Soul - Patti LaBelle – The Best Is Yet to Come - Stephanie Mills – Merciless - Deniece Williams – I’m So Proud                                                                                                 | Thelma Houston, 2006                     |
| 1985 | Chaka Khan                 | Vereinigte Staaten | I Feel for You                              | - Patti Austin – Patti Austin - Shannon – Let the Music Play - Tina Turner – Let’s Stay Together - Deniece Williams – Let’s Hear It for the Boy | Chaka Khan, 2012                         |
| 1986 | Aretha Franklin            | Vereinigte Staaten | Freeway of Love                             | - Whitney Houston – You Give Good Love - Chaka Khan – I Feel for You - Patti LaBelle – New Attitude - Teena Marie – Lovergirl |                                          |
| 1987 | Anita Baker                | Vereinigte Staaten | Rapture                                     | - Aretha Franklin – Jumpin’ Jack Flash - Janet Jackson – Control - Chaka Khan – Destiny - Patti LaBelle – Winner in You | Anita Baker, 2008                        |
| 1988 | Aretha Franklin            | Vereinigte Staaten | Aretha                                      | - Natalie Cole – Everlasting - Whitney Houston – For the Love of You - Jody Watley – Looking for a New Love - Nancy Wilson – Forbidden Lover |                                          |
| 1989 | Anita Baker                | Vereinigte Staaten | Giving You the Best That I Got              | - Taylor Dayne – I’ll Always Love You - Pebbles – Girlfriend - Karyn White – The Way You Love Me - Vanessa Lynn Williams – The Right Stuff |                                          |
| 1990 | Anita Baker                | Vereinigte Staaten | Giving You the Best That I Got              | - Natalie Cole – Good to Be Back - Aretha Franklin – Through the Storm - Janet Jackson – Miss You Much - Vanessa Lynn Williams – Dreamin’ | Anita Baker, 2008                        |
| 1991 | Anita Baker                | Vereinigte Staaten | Compositions                                | - Regina Belle – Make It Like It Was - Janet Jackson – Alright - Patti LaBelle – I Can’t Complain - Pebbles – Giving You the Benefit |                                          |
| 1992 | Lisa Fischer Patti LaBelle | Vereinigte Staaten | How Can I Ease the Pain Burnin’             | - Aretha Franklin – What You See Is What You Sweat - Gladys Knight – Good Woman - Vanessa Lynn Williams – Running Back to You | Lisa Fischer, 2008 · Patti LaBelle, 2005 |
| 1993 | Chaka Khan                 | Vereinigte Staaten | The Woman I Am                              | - Oleta Adams – Don’t Let the Sun Go Down on Me - Whitney Houston – I Belong to You - Shanice – I Love Your Smile - Vanessa Lynn Williams – The Comfort Zone | Chaka Khan, 2010                         |
| 1994 | Toni Braxton               | Vereinigte Staaten | Another Sad Love Song                       | - Aretha Franklin – Someday We’ll All Be Free - Whitney Houston – I’m Every Woman - Janet Jackson – That’s the Way Love Goes - Patti LaBelle – All Right Now | Toni Braxton, 2009                       |
| 1995 | Toni Braxton               | Vereinigte Staaten | Breathe Again                               | - Anita Baker – Body And Soul - Aretha Franklin – A Deeper Love - Gladys Knight – I Don’t Want to Know - Meshell Ndegeocello – If That’s Your Boyfriend (He Wasn’t Last Night)                                                                                                | Toni Braxton, 2013                       |
| 1996 | Anita Baker                | Vereinigte Staaten | I Apologize                                 | - Brandy – Baby - Toni Braxton – I Belong To You - Mariah Carey – Always Be My Baby - Vanessa Lynn Williams – The Way That You Love |                                          |
| 1997 | Toni Braxton               | Vereinigte Staaten | You’re Makin’ Me High                       | - Brandy – Sittin’ Up in My Room - Mary J. Blige – Not Gon’ Cry - Tamia – You Put a Move on My Heart - Whitney Houston – Exhale (Shoop Shoop) | Toni Braxton, 2010                       |
| 1998 | Erykah Badu                | Vereinigte Staaten | On & On                                     | - Chaka Khan – Summertime - Mariah Carey – Honey - Patti LaBelle – When You Talk About Love - Whitney Houston – I Believe in You and Me | Erykah Badu, 2005                        |
| 1999 | Lauryn Hill                | Vereinigte Staaten | Doo Wop (That Thing)                        | - Aaliyah – Are You That Somebody? - Aretha Franklin – A Rose Is Still a Rose - Erykah Badu – Tyrone - Janet Jackson – I Get Lonely | Lauryn Hill, 2007                        |
| 2000 | Whitney Houston            | Vereinigte Staaten | It’s Not Right but It’s Okay                | - Brandy – Almost Doesn’t Count - Mary J. Blige – All That I Can Say - Faith Evans – Love Like This - Macy Gray – Do Something | Whitney Houston, 2011                    |
| 2001 | Toni Braxton               | Vereinigte Staaten | He Wasn’t Man Enough                        | - Aaliyah – Try Again - Erykah Badu – Bag Lady - Kelly Price – As We Lay - Jill Scott – Gettin’ in the Way | Toni Braxton, 2009                       |
| 2002 | Alicia Keys                | Vereinigte Staaten | Fallin'                                     | - Aaliyah – Rock the Boat - India.Arie – Video - Mary J. Blige – Family Affair - Blu Cantrell – Hit ’em Up Style (Oops!) - Jill Scott – A Long Walk | Alicia Keys, 2002                        |
| 2003 | Mary J. Blige              | Vereinigte Staaten | He Think I Don’t Know                       | - Aaliyah – More Than a Woman - Ashanti – Foolish - Eartha – I’m Still Standing - Jill Scott – He Loves Me (Lyzel in E Flat) | Mary J. Blige, 2011                      |
| 2004 | Beyoncé Knowles            | Vereinigte Staaten | Dangerously in Love 2                       | - Ashanti – Rain on Me - Erykah Badu – Back in the Day - Mary J. Blige – Ooh! - Heather Headley – I Wish I Wasn’t | Beyoncé Knowles, 2007                    |
| 2005 | Alicia Keys                | Vereinigte Staaten | If I Ain’t Got You                          | - Janet Jackson – I Want You - Teena Marie – I’m Still in Love - Jill Scott – Whatever - Angie Stone – U-Haul | Alicia Keys, 2008                        |
| 2006 | Mariah Carey               | Vereinigte Staaten | We Belong Together                          | - Amerie – 1 Thing - Fantasia – Free Yourself - Alicia Keys – Unbreakable - Beyoncé – Wishing on a Star | Mariah Carey, 2010                       |
| 2007 | Mary J. Blige              | Vereinigte Staaten | Be Without You                              | - India.Arie – I Am Not My Hair - Natalie Cole – Day Dreaming - Beyoncé – Ring the Alarm - Mariah Carey – Don’t Forget About Us | Mary J. Blige, 2007                      |
| 2008 | Alicia Keys                | Vereinigte Staaten | No One                                      | - Mary J. Blige – Just Fine - Fantasia – When I See U - Chrisette Michele – If I Have My Way - Jill Scott – Hate On Me | Alicia Keys, 2008                        |
| 2009 | Alicia Keys                | Vereinigte Staaten | Superwoman                                  | - Beyoncé – Me, Myself and I (Live) - Keyshia Cole – Heaven Sent - Jennifer Hudson – Spotlight - Jazmine Sullivan – Need U Bad | Alicia Keys, 2011                        |
| 2010 | Beyoncé Knowles            | Vereinigte Staaten | Single Ladies (Put a Ring on It)            | - Melanie Fiona – It Kills Me - Lalah Hathaway – That Was Then - Ledisi – Goin’ Thru Changes - Jazmine Sullivan – Lions, Tigers and Bears | Beyoncé Knowles, 2013                    |
| 2011 | Fantasia Barrino           | Vereinigte Staaten | Bittersweet                                 | - Faith Evans – Gone Already - Monica – Everything to Me - Kelly Price – Tired - Jazmine Sullivan – Holding You Down (Goin’ in Circles) | Fantasia Barrino, 2009                   |

## Belege
1. ↑  “honor artistic achievement, technical proficiency and overall excellence in the recording industry, without regard to album sales or chart position” Overview. National Academy of Recording Arts and Sciences, archiviert vom Original am 19. August 2012; abgerufen am 11. September 2014.  Info: Der Archivlink wurde automatisch eingesetzt und noch nicht geprüft. Bitte prüfe Original- und Archivlink gemäß Anleitung und entferne dann diesen Hinweis.
2. ↑  Grammy Awards at a Glance. In: Los Angeles Times. Tribune Company, abgerufen am 29. Mai 2011.
3. ↑  Awards Category Comparison Chart. (PDF; 80 kB) National Academy of Recording Arts and Sciences, S. 1, archiviert vom Original am 16. Mai 2011; abgerufen am 29. Mai 2011.  Info: Der Archivlink wurde automatisch eingesetzt und noch nicht geprüft. Bitte prüfe Original- und Archivlink gemäß Anleitung und entferne dann diesen Hinweis.